# Иштиряк (Татарстан)
 Иштиряк  — деревня в Альметьевском районе Татарстана. Входит в состав Новоникольского сельского поселения.

## География
Находится в юго-восточной части Татарстана на расстоянии приблизительно 16 км на север от районного центра города Альметьевск.

## История
Основана в 1924 году переселенцами из деревни Среднее Каширово, первоначальное название Новое Иштеряково.

## Население
Постоянных жителей было: в 1926 — 99, в 1938—159, в 1949—164, в 1958 — 94, в 1970 — 72, в 1979 — 54, в 1989 — 22, в 2002 — 15 (татары 80 %), 7 в 2010.